# Seznam novozelandskih slikarjev
Seznam novozelandskih slikarjev.

## A
- Gretchen Albrecht
- Rita Angus

## B
- Don Binney

## F
- Tony Fomison

## G
- Charles Goldie

## H
- Patrick Hanly
- Frances Hodgkins
- Ralph Hotere

## K
- Robyn Kahukiwa

## M
- Colin McCahon
- Julia Morison
- Selwyn Muru

## W
- Taika Waititi